# Université du Nigeria
L'université du Nigeria (en anglais : University of Nigeria ou UNN) est une université publique nigériane. Elle possède trois campus dans l'État d'Enugu (Nsukka, Enugu et Ituku-Ozalla) et le campus d'Aba dans l'État d'Abia.

## Histoire
L'UNN est fondée en 1955 par Nnamdi Azikiwe et est officiellement inaugurée le 7 octobre 1960. 
L'université du Nigeria est la première université indigène à part entière et la première université autonome du Nigeria, sur le modèle du système éducatif américain. Elle a été la première université d'enseignement supérieur en Afrique et est l'une des cinq universités les plus réputées du Nigeria[réf. nécessaire].

## Organisation
L'université possède quatre campus, et compte 15 facultés et 102 départements. Elle propose 108 programmes de premier cycle et 211 programmes de troisième cycle.
Le campus principal de l'université est situé sur 871 hectares de savane vallonnée dans la ville de Nsukka, à environ 80 kilomètres au nord d'Enugu. Le campus de Nsukka abrite les facultés d'agriculture, d'arts, de sciences biologiques, d'éducation, d'ingénierie, de sciences pharmaceutiques, de sciences physiques, de sciences sociales et de médecine vétérinaire.
L'ancien Nigerian College of Arts, Science and Technology d'Enugu a été intégré à l'université en 1961, et ses bâtiments forment aujourd'hui le campus d'Enugu (200 hectares) de l'université, situé au cœur d'Enugu, la capitale administrative de l'État d'Enugu, au Nigeria. Les facultés d'administration des affaires, d'études environnementales, de droit et de sciences de la santé sont situées sur le campus d'Enugu.
L'hôpital universitaire (UNTH) rattaché à l'université est situé à Ituku-Ozalla (25 kilomètres au sud d'Enugu) sur un site de 500 hectares. Il abrite également la faculté de dentisterie/chirurgie dentaire et les sciences médicales.
Enfin, le campus d'Aba (UNAC) accueille l'Institut national des langues nigérianes.

## Personnalités liées à l'université
- Francisca Okeke, professeur de physique[5]
- Obioma Nnaemeka, féministe nigériane
- Uche Okeke, artiste nigérian, chargé de repenser dès 1971 le département des beaux-arts et arts appliqués[6]
- El Anatsui, artiste ghanéen, professeur de 1975 à 2000[6]
- Uduak Archibong, étudiante nigériane en soins infirmiers
- Nnamdi Kanu, militant séparatiste biafrais
- Bolanle Awe, historienne
- Joy Ezeilo, juriste et militante des droits humains
- Chioma Ude, entrepreneuse, dirigeante et productrice nigériane du secteur du divertissement et notamment du secteur cinématographique

## Source
- (en) Cet article est partiellement ou en totalité issu de l’article de Wikipédia en anglais intitulé « University of Nigeria, Nsukka » (voir la liste des auteurs).